# Hèracles d'Alexandria
Hèracles d'Alexandria o també Teocles va ser el tretzè patriarca d'Alexandria, i va governar de l'any 232 al 248.
Va néixer de pares pagans que es van convertir al cristianisme i van ser batejats després del seu naixement. Li van ensenyar la filosofia grega i la doctrina cristiana. També va estudiar els quatre evangelis i les epístoles. Demetri, el 12è patriarca d'Alexandria, el va ordenar diaca i després sacerdot de l'església d'Alexandria. Demetri el va nomenar substitut d'Orígenes, de qui Hèracles havia estat deixeble, al front de l'Escola catequística d'Alexandria.
Quan Demetri va morir, Hèracles va ser escollit patriarca. Va convertir molts pagans i els va batejar. Va dedicar els seus esforços a ensenyar, predicar i instruir als heretges. Encarregà a Dionís la tasca de jutjar entre els creients, i de tenir cura dels seus afers. El papa Hèracles va seure al tron de Sant Marc durant 16 anys fins a la seva mort. L'Església Copta el considera sant.